# Henri Verbrugghen
Henri Verbrugghen   (Brussel·les, 1 d'agost de 1873 - Northfield, 12 de novembre de 1934) va ser un músic belga que va dirigir orquestres a Anglaterra, Escòcia, Austràlia i els Estats Units.
Nascut a Brussel·les, Verbrugghen va fer la seva primera aparició com a violinista amb només vuit anys i va ser un estudiant d'èxit al Conservatori de Brussel·les amb Hubay i Ysaÿe, guanyant molts premis. Va visitar Anglaterra amb Ysaÿe el 1888 i el 1893 es va establir a Escòcia com a membre de lOrquestra Escocesa. Durant l'estiu va dirigir l'orquestra a Llandudno amb Jules Riviere. Durant un temps va ser membre de lOrquestra Lamoureux a París i, durant tres anys, va ser subdirector a Llandudno. Va ser director de música durant quatre anys a la badia de Colwyn i després va tornar a l'Orquestra Escocesa.
El 1902 es va convertir en líder i sotsdirector amb Frederic Hymen Cowen, i durant la temporada del passeig marítim va dirigir lOrquestra del Queen's Hall durant tres anys. El 1907 va ser el solista de la primera interpretació a Anglaterra del Concert per a violí en re menor de Jean Sibelius.
Es va convertir en professor principal de violí a l'Ateneu, de Glasgow, i el 1911 va succeir el doctor Coward com a director de la Glasgow Choral Union. L'abril de 1914 va augmentar la seva creixent reputació quan es va celebrar un festival de Beethoven a Londres, Verbrugghen "dirigint tot el festival amb visió i habilitat magistral" (The Musical Times, 1 de juny de 1914, p. 399). A principis de 1915 va ser nomenat director del Conservatori Estatal de Nova Gal·les del Sud amb un sou de 1.250 lliures a l'any.
Verbrugghen va arribar a Sydney el mateix any ple d'entusiasme. Tenia una gran admiració per les persones de parla anglesa, però no li agradaven els mètodes de les seves escoles de música i va decidir que el conservatori de Sydney s'hauria de basar en models continentals. Va reunir una orquestra extraordinàriament fina, inclosos els altres membres del seu excel·lent quartet de corda que havien acompanyat. Durant sis anys, la influència de Verbrugghen en la vida musical de Sydney va tenir una importància excepcional, però els polítics no s'havien adonat que era impossible continuar treballant d'aquesta naturalesa sense pèrdues econòmiques. L'orquestra es va dissoldre el 1921 i Verbrugghen, que havia patit moltes preocupacions, va anar a Amèrica per motius de salut.
El 1922 va ser director convidat de lOrquestra Simfònica de Minneapolis, tenint com a primer violoncel·lista a Horace Britt, i va tenir un èxit tan brillant que li va donar el lloc de director permanent. Es van fer esforços a Austràlia per convèncer-lo de tornar sense èxit. El 1928 va ser elegit membre honorari nacional de la fraternitat Phi Mu Alpha Sinfònica, la fraternitat nord-americana dels homes de la música. El 1931 es va ensorrar en un assaig de la seva orquestra i mai va recuperar completament la seva salut. Des del setembre de 1933 va ser president del Departament de Música del "Carleton College", Northfield, (Minnesota).
Hi ha un carrer Verbrugghen al suburbi de Melba, a la capital nacional australiana, Canberra. Tots els carrers del suburbi porten el nom de figures significatives de la música australiana. El "Verbrugghen Hall" del "Sydney Conservatorium of Music" de Sydney també commemora el seu nom.